# Vincent Nsengiyumva
Vincent Nsengiyumva (* 10. Februar 1936 in Rwaza, Ruanda-Urundi; † 7. Juni 1994 in Kabgayi, Ruanda) war ein ruandischer Geistlicher und römisch-katholischer Erzbischof von Kigali.

## Leben
Nsengiyumva empfing am 18. Juni 1966 das Sakrament der Priesterweihe.
Am 17. Dezember 1973 wurde er von Papst Paul VI. zum Bischof von Nyundo ernannt. Die Bischofsweihe spendete ihm am 2. Juni des darauffolgenden Jahres der Erzbischof von Daressalam, Laurean Kardinal Rugambwa; Mitkonsekratoren waren André Perraudin, Erzbischof ad personam von Kabgayi sowie sein Amtsvorgänger Aloys Bigirumwami.
Am 10. April 1976 wurde Nsengiyumva zum Erzbischof von Kigali ernannt.
Nsengiyumva fiel am 7. Juni 1994 mit zwei weiteren Bischöfen, zehn Priestern und einem Kind in Kabgayi im Zuge des Völkermords in Ruanda einem Attentat zum Opfer, an dessen Folgen er starb.